# 인천청호중학교
인천청호중학교는 대한민국 인천광역시 서구 청라동에 있는 공립 중학교이다.

## 학교 연혁
- 2021년 3월 1일 : 인천광역시교육청 지정 자율학교 (특색있는 교육과정)
- 2021년 3월 1일 : 초대 권영민 교장 취임
- 2021년 3월 1일 : 인천청호중학교 개교 (일반 9학급, 251명 편성)
- 2021년 3월 2일 : 입학식
- 2022년 3월 2일 : 초·중 통합운영학교 교육과정 연계 운영 방안 연구협력학교
- 2023년 1월 10일 : 제1회 졸업식(3학년 82명 졸업)
- 2024년 1월 12일 : 제2회 졸업식(3학년 181명 졸업)
- 2024년 3월 4일 : 입학식(1학년 6학급 207명 편성)

## 참고 자료
- 인천청호중학교 - 한국교육학술정보원 학교알리미